# Monte Saccarello
El Monte Saccarello o Mont Saccarel, es una montaña de los Alpes Ligures que mide 2.201 m s. n. m. Es la montaña más alta de Liguria, en Italia.

## Geografía

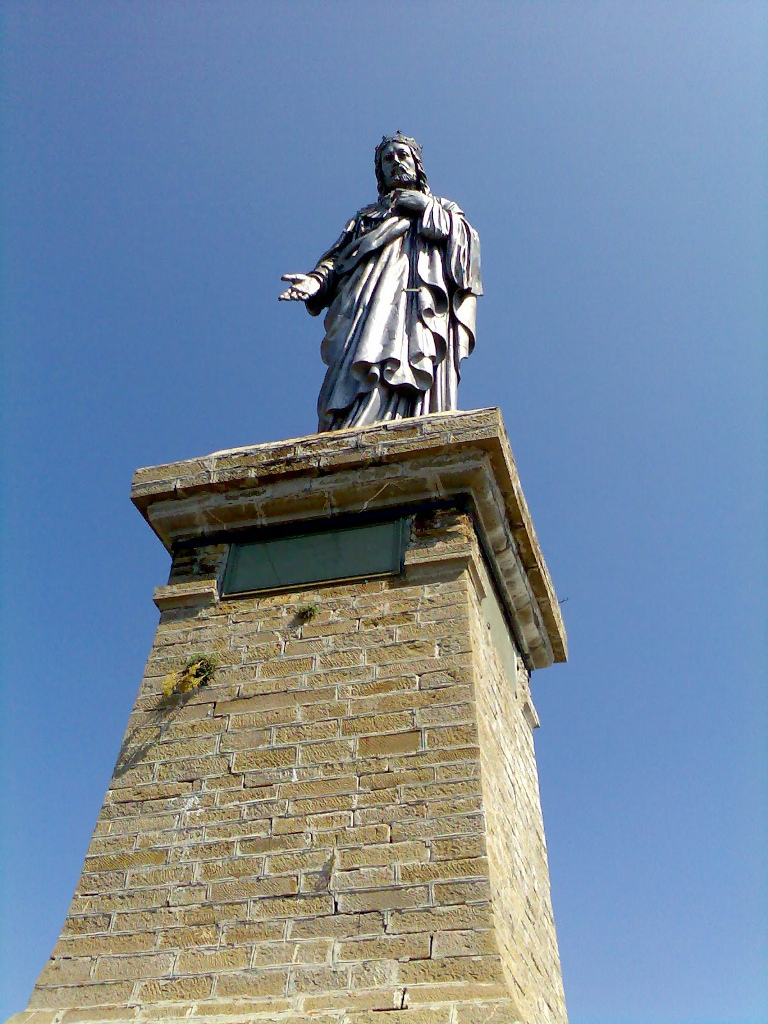
La estatua en la cima

La montaña se encuentra sonre la línea fronteriza italo-francesa, entre la provincia de Cuneo (Piamonte), la provincia de Imperia (Liguria) y el departamento de los Alpes-Marítimos.
Según la clasificación SOIUSA, el Monte Saccarello pertenece:
- Gran parte: Alpes occidentales
- Gran sector: Alpes del sudoeste
- Sección: Alpes Ligures
- Subsección: Alpes del Marguareis
- Supergrupo: Cadena del Saccarello
- Grupo: Grupo del Monte Saccarello
- Subgrupo: Nudo del Monte Saccarello
- Código: I/A-1.II-B.2.a

El Saccarello marca su coyuntura de líneas divisorias a través de tres cuencas hidrográficas: la del Tanaro, la del río Roya, que continúa aguas arriba por Francia, pero desagua en el mar en Ventimiglia; y el río Argentina, que desemboca en el mar de Liguria en Taggia. 
Cerca de la cima de la montaña hay una gran estatua en bronce de Cristo Redentor construida en el año 1901.

## Ascenso a la cima
Escalar el Monte Saccarello es muy fácil, y puede seguirse la ruta de la Alta Via dei Monti Liguri.

## Refugios de montaña
- Rifugio Sanremo (2.054 m)